# Рон Елі
Рональд Пірс Елі (англ. Ronald Pierce Ely; 21 червня 1938 — 29 вересня 2024 ) — американський актор і романіст. Відомий роллю Тарзана у серіалі NBC «Тарзан» 1966—1968 років та головною роллю у фільмі «Док Саваж: Людина з бронзи» (1975). Він був ведучим шоу Міс Америка у 1980 та 1981 роках.

## Біографія
Народився в місті Герефорд, штат Техас. Виріс в Амарилло.
Перш ніж отримати роль Тарзана в 1966 році, зіграв другорядні ролі у таких фільмах, як «Південь Тихого океану» (1958), «Злочинець, який пішов на Захід» (1958) та «Чудовий містер Пенніпейкер» (1959). Під час зйомок «Тарзана» Елі самостійно виконав практично всі трюки, внаслідок чого отримав зо два десятки травм, включаючи два переломи плеча та декілька укусів левів.
Завдяки своєму зросту (193 см) Елі отримав головну роль у фільмі «Док Саваж: Людина з бронзи» (1975). Також знявся у п'ятьох серіях серіалу «Острів фантазій» у 1978 році, Елі зобразив Марка Антонія. Також у 1978 році Елі знявся в епізоді «Смертоносне жало» в телесеріалі «Диво-жінка».  
У 1960—1961 роках знявся в серіалі «Акванавти», в 1966 у вестерні «Ніч грізлі» з Клінтом Вокером, а в 1978 з'явився в німецькому фільмі «Работорговці» (1978). У 1980-х був ведучим музичного шоу «Face the Music», а також Міс Америка у 1980 та 1981 роках. У 1987—1988 роках знімався в головній ролі Майка Нельсона у телесеріалі «Морське полювання».
Елі пішов на пенсію у 2001 році, але повернувся до акторської діяльності у 2014 році, з'явившись у телевізійному фільмі «Очікуючи Аміша».

## Письменницька діяльність
Рон Елі є автором двох містичних романів «Нічні тіні» (Night Shadows, 1994) та «Іст Біч» (East Beach, 1995).

## Особисте життя
Рон Елі одружився зі своїм шкільним коханням Кеті в 1959 році. Проте шлюб протривав лише до 1961 року. Пізніше він одружився з міс Флорида-1981 Валері Лундін. У них народилося троє дітей: Кірстен, Кейтланд та Кемерон.
Ввечері 15 жовтня 2019 року через «сімейну сварку» в будинок Рона Елі у Санта-Барбарі, були викликані поліцейські, які на місці події виявили тіло 62-річної Валері Елі. Вона загинула внаслідок численних ножових поранень. Також у будинку правоохоронці виявили й підозрюваного у вбивстві, 30-річного сина Кемерона Елі. Як зазначається у заяві шерифа, він «представляв загрозу», у зв'язку з чим помічникам шерифа довелося його застрелити. Зазначається, що Кемерон спочатку спробував звинуватити у вбивстві матері батька. Він нібито сам зателефонував в поліцію і, плачучи, сказав, що його батько напав на матір.

## Фільмографія

### Фільми
| Рік  | Назва                              | Роль                       | Примітки |
| ---- | ---------------------------------- | -------------------------- | -------- |
| 1958 | Південь Тихого океану              | Навігатор                  |          |
| 1958 | Злочинець, який пішов на Захід     | Заступник Джима Даєра      |          |
| 1959 | Чудовий містер Пенніпейкер         | Вільбур Філдінг            |          |
| 1966 | Ніч Грізлі                         | Тад Каррі                  |          |
| 1966 | Одного разу перед тим, як померти  | солдат                     |          |
| 1972 | Крик Чорних Вовків                 | Білл Робінсон              |          |
| 1972 | Аллілуя та сини Сартани… Сини Божі | Алілуя                     |          |
| 1975 | Док Саваж: Людина з бронзи         | Кларк Саваж-молодший / Док |          |
| 1976 | MitGift                            | доктор Курт Ян             |          |
| 1978 | Раби                               | Стівен Гамільтон           |          |
| 1981 | Печатка                            |                            |          |
| 2014 | Очікуючи Аміша                     | Старійшина Міллер          |          |

### Телебачення
| Рік       | Назва                            | Роль                                                                                                  | Примітки                                |
| --------- | -------------------------------- | --- | --------------------------------------- |
| 1959      | Батько знає краще                | Джеррі Престон                                                                                        | Епізод: Криза з поцілунком              |
| 1959      | Стів Каньйон                     | Піт Рендалл                                                                                           | Епізод: Сержант                         |
| 1959      | Playhouse 90                     | Бадді                                                                                                 | Епізод: Другий День Найщасливішого      |
| 1959      | Як вийти заміж за мільйонера     | Філіп Джексон                                                                                         | Епізод: Метод                           |
| 1959      | Мільйонер                        | Джим Філліпс                                                                                          | Епізод: Сержант-мільйонер Меттью Броган |
| 1959      | Численні коханці Добі Гілліс     | Старший брат Добі                                                                                     | Епізод: Пілот                           |
| 1960      | Життя та легенда про Ваятта Ірпа | Ерлі Сміт                                                                                             | Епізод: Поза                            |
| 1961      | Акванавти                        | Майк Медісон                                                                                          | 18 епізодів                             |
| 1962      | Трилер                           | Лейтенант Майк Гадсон                                                                                 | Епізод: Воскові роботи                  |
| 1966–1968 | Тарзан                           | Тарзан                                                                                                | 57 серій                                |
| 1969      | Привітання батька Едді           | Рональд                                                                                               | Епізод: Біль                            |
| 1971      | Ironside                         | Скотт Бредлі                                                                                          | Епізод: Вбивство на трасі               |
| 1974      | Маркус Велбі, д.м.н.             | Бен Брехт                                                                                             | Епізод: Батькові діти                   |
| 1978      | Диво-жінка                       | Білл Майклз                                                                                           | Епізод: Смертельне жало                 |
| 1979–1984 | Острів фантазій                  | Фред Спенсер / Берт Гантер / Кевін Лансінг / Ерік Вільямс / Марк Ентоні / Барон Манфред фон Ріхтгофен | 5 епізодів                              |
| 1980–1981 | Човен кохання                    | Тед Коул / Джим / Стів Сваггарт / Дарріл Брюстер                                                      | 3 епізоди                               |
| 1983      | Метт Г'юстон                     | Вінстон Фаулер                                                                                        | Епізод: Смертельна парлія               |
| 1983      | Готель                           | Еван Пейдж                                                                                            | Епізод: Шаради                          |
| 1987      | Морське полювання                | Майк Нельсон                                                                                          | Епізод: Токсичні відходи                |
| 1991      | Супербой                         | Супермен                                                                                              | Епізод: Дорога до пекла: Частина 2      |
| 1992      | Тарзан                           | Гордон Шоу                                                                                            | Епізод: Тарзан, Мисливці                |
| 1992      | Капелюшний загін                 | Карл Стронг                                                                                           | Епізод: Сімейний бізнес                 |
| 1993      | Закон Лос-Анджелеса              | | Епізод: Книга реновації, глава 1        |
| 1993–1994 | Ренегат                          | ген. Говард Бірд / преподобний Макклейн                                                               | 2 епізоди                               |
| 1994      | Хокі                             | Гаррі Марч                                                                                            | Епізод: Поза минулим                    |
| 2001      | Шина                             | Біксбі                                                                                                | Епізод: Дикий король                    |